# Microstylum rufinale
Microstylum rufinale là một loài ruồi trong họ Asilidae. Microstylum rufinale được Macquart miêu tả năm 1850. Loài này phân bố ở vùng nhiệt đới châu Phi.